# Elecciones parlamentarias de Letonia de 1998
Las elecciones parlamentarias se celebraron en Letonia el 3 de octubre de 1998. El Partido Popular (TP) surgió como el partido más grande en el Saeima, ganando 24 de los 100 escaños.

## Sistema electoral
La Constitución de la República de Letonia establece que los miembros del Saeima serán elegidos por sufragio universal directo, libre y proporcional, asignando escaños a los partidos que reciban al menos el 5% de los votos mediante el método Webster/Senlagen. Las elecciones generalmente se celebran cada cuatro años, el primer sábado del mes de octubre, pero el Presidente tiene derecho a celebrar elecciones extraordinarias. Los ciudadanos que pueden formar parte del padrón electoral de Letonia son aquellos que hayan cumplido los dieciocho años el día de la elección. Cualquier ciudadano de Letonia que tenga más de veintiún años el primer día de la elección puede ser elegido para el Saeima.

## Resultados
Seis de los 21 partidos cruzaron la barrera del 5% y entraron al Saeima.
| Partido                                       | Votos     | %     | Escaños | +/-   |
| --------------------------------------------- | --------- | ----- | ------- | ----- |
| Partido Popular                               | 203,585   | 21.30 | 24      | Nuevo |
| Vía Letona                                    | 173,420   | 18.15 | 21      | +4    |
| Por la Patria y la Libertad                   | 140,773   | 17.73 | 17      | +3    |
| Por los Derechos Humanos en una Letonia Unida | 135,700   | 14.20 | 16      | +10   |
| Alianza Social Democrática                    | 123,056   | 12.88 | 14      | +14   |
| Partido Nuevo                                 | 70,214    | 7.35  | 8       | Nuevo |
| Unión de Agricultores                         | 23,732    | 2.48  | 0       | -     |
| Partido Obrero-LKDS-ZP                        | 22,018    | 2.30  | 0       | -     |
| Movimiento Popular por Letonia                | 16,647    | 1.74  | 0       | –16   |
| Partido Democrático "Saimnieks"               | 15,410    | 1.61  | 0       | –18   |
| Partido de Resurgimiento Letón                | 5,000     | 0.52  | 0       | Nuevo |
| Partido de Progreso Nacional                  | 4,522     | 0.47  | 0       | Nuevo |
| Partido de la Unidad Letona                   | 4,445     | 0.47  | 0       | –8    |
| Organización de las Mujeres Socialdemócratas  | 3,133     | 0.3   | 0       | Nuevo |
| Movimiento Popular "Libertad"                 | 3,099     | 0.3   | 0       | Nuevo |
| Partido Democrático Nacional Letón            | 2,927     | 0.3   | 0       | 0     |
| Partido Conservador                           | 2,318     | 0.2   | 0       | Nuevo |
| Unión Ciudadana "Nuestra Tierra"              | 2,238     | 0.2   | 0       | Nuevo |
| Helsinki-86                                   | 2,088     | 0.2   | 0       | Nuevo |
| Partido de los Demócratas                     | 792       | 0.1   | 0       | 0     |
| Partido de Reforma Nacional Letón             | 464       | 0.1   | 0       | Nuevo |
| Votos nulos/en blanco                         | 26,819    | -     | -       | -     |
| Total                                         | 982,400   | 100   | 100     | 0     |
| Votantes registrados/participación            | 1,383,661 | 71.00 | -       | -     |
| Fuente: Nohlen & Stöver                       |           |       |         |       |